# Давид ди Донателло 1984
29-я церемония вручения наград премии «Давид ди Донателло» состоялась 16 июня 1984 года в Римском оперном театре.

## Победители

### Лучший фильм
- Бал, режиссёр Этторе Скола (ex aequo)
- И корабль плывёт, режиссёр Федерико Феллини (ex aequo)
- Меня послал Пиконе, режиссёр Нанни Лой

### Лучшая режиссура
- Этторе Скола — Бал
- Федерико Феллини — И корабль плывёт
- Нанни Лой — Меня послал Пиконе

### Лучший дебют в режиссуре
- Роберто Руссо — Флирт
- Джакомо Баттиато — Сердца и доспехи
- Франческа Марчано и Стефания Казини — Lontano da dove

### Лучший сценарий
- Федерико Феллини и Тонино Гуэрра — И корабль плывёт
- Нанни Лой и Эльвио Порта — Меня послал Пиконе
- Руджеро Маккари, Jean-Claude Pechenat, Фурио Скарпелли и Этторе Скола — Бал
- Нанни Моретти и Сандро Петралья — Бьянка

### Лучший продюсер
- Джанни Минервини — Меня послал Пиконе
- Франко Кристальди — И корабль плывёт
- Мохаммед Лахдар-Хамина и Джорджо Сильваньи — Бал

### Лучшая женская роль
- Лина Састри — Меня послал Пиконе
- Лаура Моранте — Бьянка
- Моника Витти — Флирт

### Лучшая мужская роль
- Джанкарло Джаннини — Меня послал Пиконе
- Нанни Моретти — Бьянка
- Франческо Нути — Я доволен

### Лучшая женская роль второго плана
- Елена Фабрици — Вода и мыло
- Стефания Казини — Lontano da dove
- Россана Ди Лоренцо — Бал
- Анна Лонги — Таксист

### Лучшая мужская роль второго плана
- Карло Джуффре — Я доволен
- Альдо Джуффре — Меня послал Пиконе
- Стефано Сатта Флорес — Сто дней в Палермо

### Лучшая операторская работа
- Джузеппе Ротунно — И корабль плывёт
- Рикардо Аронович — Бал
- Данте Спинотти — Сердца и доспехи

### Лучшая музыка
- Армандо Тровайоли и Владимир Косма — Бал
- Джанфранко Пленицио — И корабль плывёт
- Франческо Де Григорий — Флирт

### Лучшая художественная постановка
- Данте Ферретти — И корабль плывёт
- Лучиано Риччери — Бал
- Елена Риччи Поччетто — Меня послал Пиконе

### Лучший костюм
- Нана Чекки — Сердца и доспехи
- Эцио Алтери — Бал
- Маурицио Милленотти — И корабль плывёт

### Лучший монтаж
- Раймондо Крочани — Бал
- Франко Фратичелли — Меня послал Пиконе
- Руджеро Мастроянни — И корабль плывёт

### Лучший иностранный режиссёр
- Ингмар Бергман — Фанни и Александр
- Вуди Аллен — Зелиг
- Анджей Вайда — Дантон

### Лучший сценарий иностранного фильма
- Ингмар Бергман — Фанни и Александр
- Клэйтон Фроман и Рон Шелтон — Под огнём
- Вуди Аллен — Зелиг

### Лучший иностранный продюсер
- Джонатан Тэплин — Под огнём
- Барбра Стрейзанд — Йентл
- Cinematograph ab per the Swedish Film Istitute, The Swedish Television STV 1, Gaumont, Personal Film и Tobis Filmkunst — Фанни и Александр
- Роберт Гринхат — Зелиг

### Лучшая иностранная актриса
- Ширли Маклейн — Язык нежности
- Дебра Уингер — Язык нежности
- Мерил Стрип — Выбор Софи

### Лучший иностранный актёр
- Вуди Аллен — Зелиг
- Майкл Кейн — Почетный консул
- Роберт Дюваль — Нежное милосердие
- Жерар Депардьё — Дантон

### Лучший иностранный фильм
- Фанни и Александр, режиссёр Ингмар Бергман
- Язык нежности, режиссёр Джеймс Брукс
- Зелиг, режиссёр Вуди Аллен

### Premio Alitalia
- Этторе Скола

### Давид Лучино Висконти
- Федерико Феллини

### David René Clair
- Серджо Леоне

### Targa Speciale
- Витторио Гассман
- Софи Лорен
- Нино Манфреди
- Марианджела Мелато
- Альберто Сорди
- Моника Витти

### David speciale
- Titanus